# نواه والتر باردين
كان نواه والتر باردين (1868 تقريبًا – 23 فبراير 1944) محاميًا وسياسيًا أمريكيًا، ونشِط في تشاتانوغا، بولاية تينيسي، وإيست سانت لويس، بولاية إلينوي، وسانت لويس، بولاية ميسوري بين الأعوام 1891 و1940. في العام 1906 أصبح باردين واحدًا من أوائل المحامين الأمريكيين الأفارقة الذين شغلوا وظيفة كبير المحامين في قضايا أمام المحكمة العليا للولايات المتحدة، وكان مِن ضمن أول مَن قدّم مرافعة شفوية أمام المحكمة. في العام 1935 أصبح باردين أول أمريكي من أصل أفريقي يُعيّن في منصب مساعد المدعي العام، وهو مكتب عام، في سانت لويس.

## التعليم والحياة الشخصية
ولد نواه باردين بالقرب من مدينة روما، في ولاية جورجيا، على الغالب في العام 1868. كانت والدته مستعبَدة سابقة عملت كمدبّرة منزل وطاهية. كان والده رجلًا أبيض. عندما بلغ من العمر سبع سنوات تقريبًا، أُرسِل إلى ملجأ للأيتام بعد وفاة والدته التي ربته وحدها.
في العام 1884 تركَ روما متوجهًا إلى تشاتانوغا بولاية تينيسي، حيث أنفق على نفسه من خلال عمله كحلاق وفي غيرها من الأعمال العابرة، وأمضى خمس سنوات في مدرسة هاورد الثانوية. تخرج في مايو 1890، وقدّم خطبة الصفّ عن «واجبات المواطن». ثم التحق بقسم القانون في جامعة وولدين في ناشفيل، وتخرج في العام 1891.
في العام 1892 تزوج من ماتي إس برويلز (29 مارس 1870– 15 يوليو 1934)، والتي كانت من سكان دالتون، بولاية جورجيا، والتي تعرّف عليها في ناشفيل، واستقرّا في تشاتانوغا حتى العام 1906. أنجب الزوجان طفلَين: فرانك بي باردين، والذي توفي في 22 أغسطس 1925، وليليان باردين بريسي. بعد مغادرة تشاتانوغا، انتقل باردين وعائلته لفترة وجيزة إلى بويبلو، في كولورادو ثم استقروا في إيست سانت لويس، بولاية إلينوي. في العام 1922، انتقلت عائلة باردين إلى سانت لويس القريبة في ولاية ميسوري، بالرغم من إبقاء نواه باردين على مكتبه للمحاماة في إيست سانت لويس.
بعد وفاة ماتي باردين في العام 1934، تزوج نواه باردن من إليزابيث بولك، والتي كانت امرأة مطلقة من إيست سانت لويس. حُكم زوجها السابق تران بولك، المحقق والسياسي من إيست سانت لويس، بالبراءة من تهمة الاعتداء على باردين في العام 1933. أثناء المحاكمة، شهد بولك بأن باردين قد تدخل في شؤونه الشخصية.
أجادَ باردين التحدث بعدّة لغات، وعزْف الكمان، وكان على درايةٍ بالفنون، والموسيقا، والأدب. وحافظ على صِلاته بأصوله الريفية. بحلول نهاية عقد العشرينيات من القرن العشرين، تملّك مزرعة قطن مساحتها 400 فدان بالقرب من هيكوري، بولاية ميسيسيبي، حيث اعتاد قضاء إجازته والنزول فيها لفترة وجيزة قبل أن يعود للعيش في سانت لويس حتى نهاية حياته. في المزرعة، انخرطَ في أعمال زراعية بهدف الاسترخاء؛ وكان قادرًا على خياطة الملابس، وحياكتها، وصنعها بنفسه.
توفي باردين في 23 فبراير 1944، ودُفن في مقبرة بوكر واشنطن في مقاطعة سنترفيل، بولاية إلينوي. وعاشت بعده زوجته إليزابيث، وابنته، وبنت زوجته غيرترود بولك.

## مسيرته المهنية في المحاماة والسياسة
مارس نواه مهنة المحاماة من العام 1891 حتى العام 1940، في مسيرة مهنيّة امتدت إلى 49 عامًا. في نهاية العام 1929، ذكرَ أنه دافع عن 236 شخصًا متهمًا بارتكاب جرائم قتل، أُعدِم أحدهم بحكم القانون، في حين سُحِل آخر دون محاكمة. بالإضافة إلى ممارسته المحاماة بشكل خاص، عمل كذلك كمدعٍ عام، وخدَم لمدة تسع سنوات (1908-1917) كمساعد المدعي العام في مقاطعة سانت كلير، بولاية إلينوي، ولمدة خمس سنوات (1935-1940) كمساعد المدعي العام في سانت لويس. كما انخرط بصورة متقطّعة في الكتابة، والتحرير، والخطابة، وشارك في السياسة المحلية في إيست سانت لويس وسانت لويس.